# Notoscopelus resplendens
Notoscopelus resplendens és una espècie de peix de la família dels mictòfids i de l'ordre dels mictofiformes.

## Morfologia
- Els mascles poden assolir 9,5 cm de longitud total.
- Nombre de vèrtebres: 35-38.[1][2]

## Reproducció
És ovípar amb larves i ous planctònics.

## Depredadors
És depredat per Lagenodelphis hosei (a les Filipines), Stenella attenuata i Stenella longirostris (Filipines).

## Hàbitat
És un peix marí i d'aigües profundes que viu entre 0-2.121 m de fondària.

## Distribució geogràfica
Es troba a l'Atlàntic, l'Índic, el Pacífic i el Mar de la Xina Meridional.